# Guillermo Timoner
Guillermo Timoner Obrador (Felanich, 24 de marzo de 1926-Felanich, 16 de agosto de 2023) fue un deportista español que compitió en ciclismo en la modalidad de pista, seis veces campeón mundial en la prueba de medio fondo.

## Trayectoria
Ganó ocho medallas en el Campeonato Mundial de Ciclismo en Pista entre los años 1955 y 1965. Además, obtuvo 25 títulos en el Campeonato de España.
En 1968 se retiró de la competición. Entre 1971 y 1978 trabajó como entrenador de la selección española de pista. En 1983 regresó a la competición para disputar dos temporadas con el equipo Teka.
Por su trayectoria deportiva, fue galardonado con diversas condecoraciones: tres veces la Medalla de oro del Mérito Deportivo (1959, 1962 y 1964), el Premio Ramon Llull (1998) y la distinción especial de la Casa Real de Maestre de la Real Orden del Mérito Deportivo (2003).

## Medallero internacional
| Campeonato Mundial | Campeonato Mundial       | Campeonato Mundial | Campeonato Mundial |
| Año                | Lugar                    | Medalla            | Competición        |
| ------------------ | ------------------------ | ------------------ | ------------------ |
| 1955               | Milán (Italia)           | Medalla de oro     | Medio fondo (P)    |
| 1956               | Copenhague (Dinamarca)   | Medalla de plata   | Medio fondo (P)    |
| 1958               | París (Francia)          | Medalla de plata   | Medio fondo (P)    |
| 1959               | Ámsterdam (Países Bajos) | Medalla de oro     | Medio fondo (P)    |
| 1960               | Leipzig (RDA)            | Medalla de oro     | Medio fondo (P)    |
| 1962               | Milán (Italia)           | Medalla de oro     | Medio fondo (P)    |
| 1964               | París (Francia)          | Medalla de oro     | Medio fondo (P)    |
| 1965               | San Sebastián (España)   | Medalla de oro     | Medio fondo (P)    |

## Palmarés
| - 1945 Campeón de España de medio fondo tras moto - 1947 Campeón de España de velocidad - 1948 Campeón de España de velocidad - 1949 Campeón de España de persecución - 1950 Campeón de España de velocidad Campeón de España de medio fondo tras moto - 1951 Campeón de España de persecución - 1952 Campeón de España de medio fondo tras moto - 1954 Campeón de España de medio fondo tras moto - 1955 Campeón de España de medio fondo tras moto Campeón del mundo en medio fondo tras moto - 1956 Campeón de España de persecución Campeón de España de velocidad | - 1959 Campeón de España de medio fondo tras moto Campeón del mundo en medio fondo tras moto - 1960 Campeón del mundo en medio fondo tras moto - 1961 Campeón de España de medio fondo tras moto - 1962 Campeón de España de medio fondo tras moto Campeón del mundo en medio fondo tras moto - 1963 Campeón de España de medio fondo tras moto - 1964 Campeón del mundo en medio fondo tras moto - 1965 Campeón del mundo en medio fondo tras moto - 1984 Campeón de España de medio fondo tras moto |